# Киннир, Доминик
До́миник Кинни́р (англ. Dominic Kinnear; 26 июля 1967, Глазго, Шотландия) — американский футболист, выступавший на позиции защитника, и футбольный тренер.

## Биография

### Ранние годы
Семья Киннира иммигрировала в США из Шотландии, когда ему было три года. Он вырос во Фримонте, штат Калифорния.
Один год проучился в Хартуик-колледже и играл за футбольную команду вуза.

### Клубная карьера
Профессиональную карьеру Киннир начал в шотландском «Сент-Джонстоне», где числился в течение двух сезонов, но не провёл ни одного матча.
В 1989 году Киннир вернулся в США, присоединившись к клубу «Сан-Франциско Бэй Блэкхокс» из Западной футбольной лиги (WSL). По итогам сезона 1989 был включён в символическую сборную WSL. После формирования Американской профессиональной футбольной лиги (APSL) в 1990 году ещё дважды выбирался в символическую сборную: в сезонах 1990 и 1992. В сезоне 1991 «Блэкхокс» выиграли чемпионат APSL. В 1993 году клуб опустился в нижний дивизион — USISL, и был переименован в «Сан-Хосе Хокс», но в конце сезона был расформирован.
В сезоне 1994 Киннир выступал в APSL за «Форт-Лодердейл Страйкерс».
В 1995 году Киннир играл в чемпионате Мексики за «Некаксу». Забив один гол в пяти матчах, выиграл с клубом чемпионский титул.
После завершения сезона в Мексике Киннир вернулся в США, 10 августа 1995 года подписал контракт с клубом «Сиэтл Саундерс» из Эй-лиги. В составе клуба стал победителем чемпионата.
14 декабря 1995 года Киннир заключил контракт с новообразованной Главной лигой футбола (MLS), после чего был выбран клубом «Колорадо Рэпидз».
7 января 1997 года «Колорадо Рэпидз» обменяли Киннира с пиком второго раунда дополнительного драфта MLS 1998 в «Сан-Хосе Клэш» на Пола Браво и Рафаэля Амаю.
В январе 1998 года Киннир был обменян в «Тампа-Бэй Мьютини» на Мартина Васкеса. После сезона 2000 Киннир завершил карьеру футболиста.

### Международная карьера
За сборную США Киннир сыграл 54 матча и забил 9 голов. Принимал участие в Золотых кубках КОНКАКАФ 1991 и 1993, Кубке короля Фахда 1992 и Кубке Америки 1993.

### Тренерская карьера
15 февраля 2001 года Киннир вошёл в тренерский штаб «Сан-Хосе Эртквейкс», бывшего «Сан-Хосе Клэш», в качестве ассистента главного тренера Фрэнка Йеллопа. 7 января 2004 года, после того как Йеллоп ушёл в сборную Канаду, Киннир был назначен главным тренером «Сан-Хосе Эртквейкс». В сезоне 2005 привёл «Эртквейкс» к Supporters’ Shield и был признан тренером года в MLS.
После сезона 2005 «Сан-Хосе Эртквейкс» переехали в Хьюстон, где были преобразованы в «Хьюстон Динамо». Киннир привёл «Динамо» к двум Кубкам MLS подряд: в сезонах 2006 и 2007. Тренировал «Динамо» в течение девяти сезонов.
По окончании сезона 2014 Киннир покинул «Хьюстон Динамо» и вернулся в возрождённые «Сан-Хосе Эртквейкс». 25 июня 2017 года Киннир был уволен с поста главного тренера «Эртквейкс» и был заменён Крисом Литчем.
29 августа 2017 года главный тренер «Лос-Анджелес Гэлакси» Зиги Шмид нанял Киннира в качестве ассистента. После отставки Шмида 10 сентября 2018 года Кинниру было поручено исполнять обязанности главного тренера до конца сезона. В январе 2019 года, после назначения на должность главного тренера «Лос-Анджелес Гэлакси» Гильермо Барроса Скелотто, Киннир вернулся на позицию ассистента. После увольнения Барроса Скелотто 29 октября 2020 года на Киннира во второй раз были временно возложены обязанности главного тренера до конца сезона.
18 января 2022 года Киннир в качестве ассистента вошёл в штаб нового главного тренера «Цинциннати» Пэта Нунэна. 21 февраля 2024 года Киннир продлил контракт с «Цинциннати» на долгосрочный период.

## Достижения
Как игрока
Командные
 «Сан-Франциско Бэй Блэкхокс»
- Чемпион Американской профессиональной футбольной лиги[англ.]: 1991

 «Некакса»
- Чемпион Мексики: 1994/95

 «Сиэтл Саундерс»
- Чемпион Эй-лиги[англ.]: 1995

 сборная США
- Бронзовый призёр Кубка короля Фахда: 1992
- Победитель Золотого кубка КОНКАКАФ: 1991
- Серебряный призёр Золотого кубка КОНКАКАФ: 1993

Индивидуальные
- Член символической сборной Западной футбольной лиги[англ.]: 1989, 1990
- Член символической сборной Американской профессиональной футбольной лиги[англ.]: 1992

Как тренера
Командные
 «Сан-Хосе Эртквейкс»
- Победитель регулярного чемпионата MLS: 2005

 «Хьюстон Динамо»
- Чемпион MLS (обладатель Кубка MLS): 2006, 2007

Индивидуальные
- Тренер года в MLS: 2005